# 아말테이아

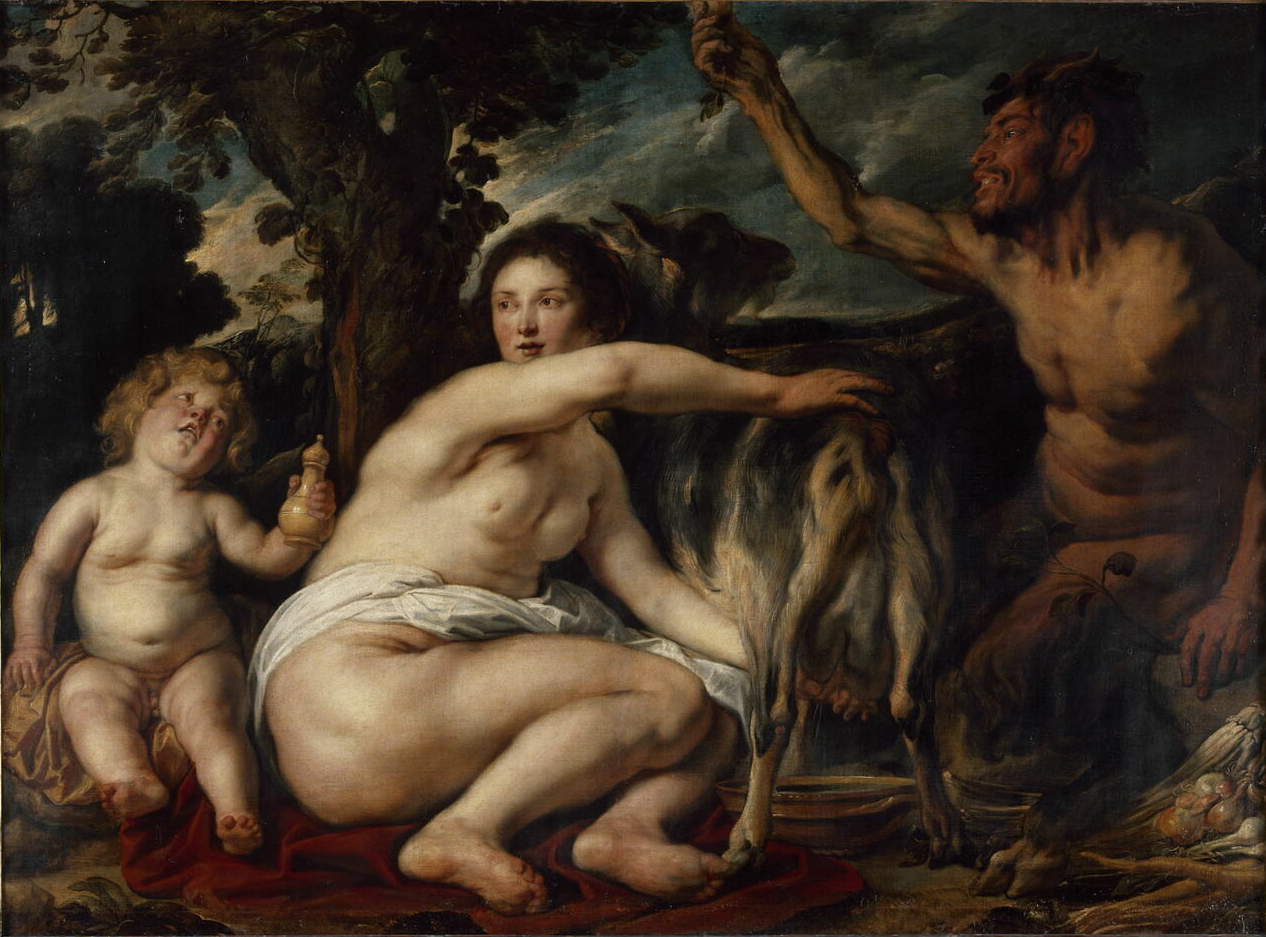

그리스 신화에서 아말테이아(그리스어: Ἀμάλθεια)는 제우스의 수양어머니로, 자주 언급되었다.
그리스에서 그녀의 이름은 일찍이 양육의 신의 존재로 알려져 있는, 명료하게 우리가 알고있는 신화에서 Dikte으로 변역하여 그녀에게 불린 미노스인들이 있던 크레타섬에 위치하여 알려진, 그리스인이라는 epithet라 했다.
아말테아는 때때로 크레타섬의 산Aigaion(염소산)에 있는 동굴에서 아기 신에게 젖을 먹이는 염소로 나타낸다. 때때로 불분명한 태생의 염소의 경향이 있는 님프로 알려지기도 한다.(Oceanus의 딸,Haemonius, Olenos, 또는 Lactantius에 따르면 Melisseus)
복합적이고 불분명한 신화의 기원을 가진 것은 다양한 지역 전통들을 가진 많은 문화들 안에 넓은 신의 숭배를 나타낸다.
아말테아는 시대 안에서 그리고 한 전통 안에서 흐릿하게 되었다. 크로노스는 태어난 이후로 즉시 그의 아이 모두를 삼켰다.
그 어머니 신 레아, 즉 제우스의 어머니는 제우스 대신의 아기처럼 보이도록 싼 돌을 그에게 줌으로써 배우자 크로누스를 그녀의 형제로 속였다.
이후 그녀는 대신에 크레타 섬에 있는 산에 있는 동굴에서 돌보도록 아다만테아에게 아기 제우스를 주었다. 아다만테아는 아말테아의 쌍둥이임이 분명하다.
많은 문학의 참고에 따르면, 그리스 전통에서 크로노스는 아기의 훌륭함을 듣지 않았을 것이라고 이야기한다. 아말테아는 Kurete 또는 Korybant를 그들의 보호물에 저항하여 그들의 창을 충돌시키고 춤추고 소리 질러 동굴로 끌어들였다.

## 같이 보기
- 아우둠블라
- 로물루스와 레무스
- 아말테아 (위성)
- 비블리오테케
- 로버트 그레이브스
- 헤시오도스
- 가이우스 율리우스 히기누스